# جیانماریو کومی
جیانماریو کومی (انگلیسی: Gianmario Comi؛ زادهٔ ۵ مارس ۱۹۹۲) بازیکن فوتبال اهل ایتالیا است.
از باشگاه‌هایی که در آن بازی کرده‌است می‌توان به باشگاه فوتبال رجینا، باشگاه فوتبال ویرتوس لانچانو، باشگاه فوتبال لیورنو، باشگاه فوتبال آ.ث. میلان، باشگاه فوتبال آولینو، باشگاه فوتبال نووارا، و باشگاه فوتبال پرو ورچلی اشاره کرد.
وی همچنین در تیم‌های ملی فوتبال زیر ۱۶ سال ایتالیا، زیر ۱۸ سال ایتالیا، و زیر ۲۱ سال ایتالیا بازی کرده‌است.